# Nantes Atlantique Baseball
Uniformes
Nantes Atlantique Baseball Softball est un club de baseball de la ville de Nantes. Ses joueurs sont surnommés Mariners de Nantes, en hommage à l'équipe des Mariners de Seattle.

## Histoire

### Les origines
Le baseball a commencé à se développer très tôt à Nantes grâce à la venue d’équipes professionnelles en France. Ainsi, le Rugby Club Nantais commence à jouer au baseball dès 1914. Il n'existe ensuite plus de traces d'activités jusqu'à la création des Mustangs en 1986, puis des Battes noires l'année suivantes. De 1987 à 1991 ces deux clubs rivaux vont donc coexister.
Une volonté commune de développement des deux clubs va aboutir en 1991 avec la création du Nantes Atlantique Baseball Softball. Nantes étant jumelée avec la ville américaine de Seattle, les joueurs décidèrent d'emprunter le nom de « Mariniers » en hommage à l’équipe de cette dernière : les Mariners de Seattle

### 1997-2005
Le club nouvellement créé joue dans les différents championnats des régions du grand ouest jusqu'à l'accès en Nationale 2 en 2005 grâce aux bons résultats obtenus (titre de champion de région obtenu au moins une fois dans chaque championnat)

### Nationale
Les Mariners tentent l'expérience de la nationale en 2006 et finissent 3e de la Nationale 2. Ce bon résultat leur permet d’accéder en Nationale 1 pour l'année 2007 mais le bilan au score est décevant malgré quelques matchs très serrés.

### Depuis 2008
Il existe deux équipes seniors dont la première joue en Championnat de Bretagne tandis que l'équipe 2 joue en Championnat Pays de la Loire.
Chez les jeunes, près de 30 licenciés en U9, U12 et U15 (remplaçant les benjamins, minimes et cadets) jouent régulièrement en Pays de Loire ou en Bretagne.

## Softball
Présent historiquement avec une équipe féminine depuis 2001 puis mixte depuis 2007, le softball est joué en fastpitch à Nantes. Les joueurs et joueuses participent au Championnat régional Pays de Loire depuis 2005
Un terrain spécifique de softball a été créé à côté de celui de baseball par la municipalité en mai 2011.

## Palmarès
Senior baseball:
- Champions de Bretagne: 1999(PH), 2000(DH), 2004
- Champions de Pays de Loire: 2003, 2004, 2015, 2016, 2022, 2023, 2024, 2025
- Champions de Poitou Charente: 2002

Softball Slowpitch mixte :
- Champion Open de France : 2025
- Vice-Champion Open de France : 2024